# Jennings (Louisiane)
Pour les articles homonymes, voir Jennings.
Jennings est une ville de la paroisse de Jefferson Davis, en Louisiane, aux États-Unis,. Elle est située à mi-distance de Lafayette et Lake Charles et est le siège de la paroisse de Jefferson Davis.
La ville est nommée en l'honneur de Jennings McComb, un entrepreneur ferroviaire. Elle est incorporée en 1888.

## Source de la traduction
- (en) Cet article est partiellement ou en totalité issu de l’article de Wikipédia en anglais intitulé « Jennings, Louisiana » (voir la liste des auteurs).